# Maguindánao del Norte
Maguindánao del Norte es una provincia de Filipinas ubicada en la Región Autónoma de Bangsamoro en Mindanao. Su capital es el municipio de Dato Odin Sinsuat. Limita con las provincias de Cotabato al este, Lánao del Sur al norte, Maguindánao del Sur al sureste y Sultán Kudarat al sur.
La ciudad de Cotabato es administrativamente independiente de la provincia pero está agrupada para la representación en el Congreso.

## Historia

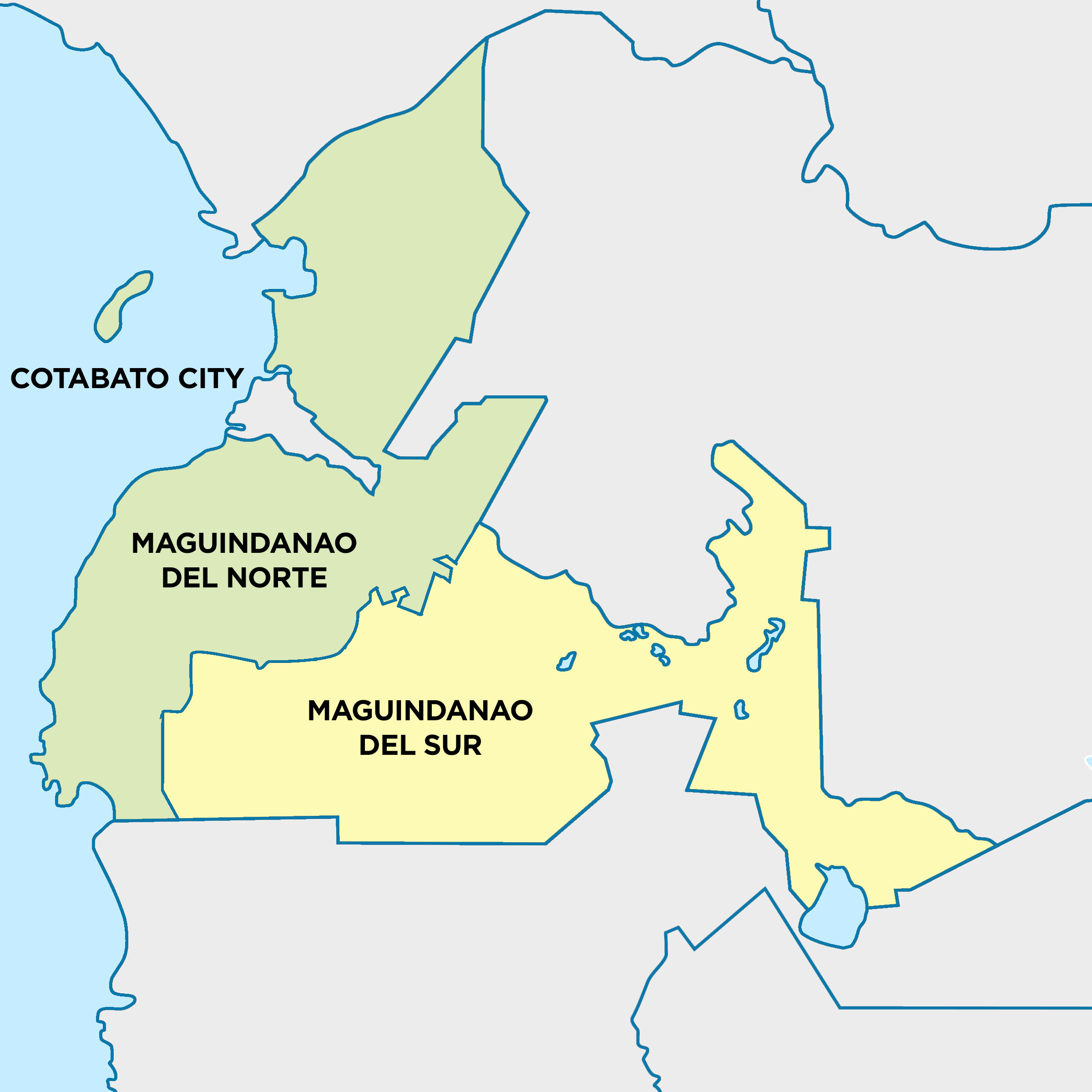
Maguindánao del Norte y del Sur.

La idea de crear una provincia en el actual territorio de Maguindánao del Norte se remonta a 2006 cuando la provincia de Jerife Kabunsuan existió brevemente durante dos años antes de ser revertida como parte de Maguindánao.

### Presente
Maguindánao del Norte se formó cuando la provincia de Maguindánao se dividió en dos; la otra provincia es Maguindánao del Sur. La división se produjo luego de un plebiscito el 17 de septiembre de 2022 que ratificó la Ley de la República 11550 que proponía la partición de la provincia. Se espera que la ex vicegobernadora de Maguindánao, Ainee Sinsuat, se convierta en la gobernadora interina de la recién formada provincia de Maguindánao del Norte. Sin embargo, esto aún debe ser confirmado por una opinión legal de la Comisión Electoral.

## Geografía
Maguindánao del Norte está compuesto por 12 municipios:
- Barira
- Buldón
- Dato Blah T. Sinsuat
- Dato Odin Sinsuat (capital, sede del gobierno)
- Cabuntalán
- Cabuntalán del Norte
- Matánog
- Upi del Norte
- Parang
- Sultán Kudarat
- Sultán Mastura
- Sultán Sumagka (Talitay)